# Orange, New South Wales
Orange là một thành phố ở New South Wales, Australia. Nó nằm trên Xa lộ Mitchell, 260 km (160 dặm) về phía tây Sydney và ở độ cao 862 mét (2.828 ft). Orange hiện nay có dân số 31.544.

## Khí hậu
Orange có khí hậu ôn đới đại dương (Köppen Cfb) với mùa hè ấm áp và mùa đông lạnh, ẩm ướt.
| Dữ liệu khí hậu của Orange                | Dữ liệu khí hậu của Orange | Dữ liệu khí hậu của Orange | Dữ liệu khí hậu của Orange | Dữ liệu khí hậu của Orange | Dữ liệu khí hậu của Orange | Dữ liệu khí hậu của Orange | Dữ liệu khí hậu của Orange | Dữ liệu khí hậu của Orange | Dữ liệu khí hậu của Orange | Dữ liệu khí hậu của Orange | Dữ liệu khí hậu của Orange | Dữ liệu khí hậu của Orange | Dữ liệu khí hậu của Orange |
| Tháng                                     | 1                          | 2                          | 3                          | 4                          | 5                          | 6                          | 7                          | 8                          | 9                          | 10                         | 11                         | 12                         | Năm                        |
| ----------------------------------------- | -------------------------- | -------------------------- | -------------------------- | -------------------------- | -------------------------- | -------------------------- | -------------------------- | -------------------------- | -------------------------- | -------------------------- | -------------------------- | -------------------------- | -------------------------- |
| Cao kỉ lục °C (°F)                        | 38.6 (101.5)               | 40.1 (104.2)               | 33.0 (91.4)                | 29.8 (85.6)                | 22.0 (71.6)                | 18.5 (65.3)                | 17.8 (64.0)                | 20.4 (68.7)                | 26.8 (80.2)                | 30.7 (87.3)                | 37.9 (100.2)               | 38.9 (102.0)               | 40.1 (104.2)               |
| Trung bình ngày tối đa °C (°F)            | 26.0 (78.8)                | 25.2 (77.4)                | 22.4 (72.3)                | 18.3 (64.9)                | 13.9 (57.0)                | 10.4 (50.7)                | 9.3 (48.7)                 | 10.7 (51.3)                | 13.7 (56.7)                | 17.3 (63.1)                | 20.5 (68.9)                | 23.9 (75.0)                | 17.6 (63.7)                |
| Tối thiểu trung bình ngày °C (°F)         | 12.2 (54.0)                | 12.3 (54.1)                | 9.6 (49.3)                 | 6.2 (43.2)                 | 3.6 (38.5)                 | 1.5 (34.7)                 | 0.7 (33.3)                 | 1.4 (34.5)                 | 3.3 (37.9)                 | 5.8 (42.4)                 | 7.9 (46.2)                 | 10.1 (50.2)                | 6.2 (43.2)                 |
| Thấp kỉ lục °C (°F)                       | 1.7 (35.1)                 | 2.4 (36.3)                 | −0.5 (31.1)                | −3.5 (25.7)                | −6.6 (20.1)                | −6.5 (20.3)                | −7.1 (19.2)                | −5.8 (21.6)                | −6.0 (21.2)                | −3.0 (26.6)                | −1.0 (30.2)                | −1.0 (30.2)                | −7.1 (19.2)                |
| Lượng Giáng thủy trung bình mm (inches)   | 84.0 (3.31)                | 82.4 (3.24)                | 53.7 (2.11)                | 52.6 (2.07)                | 62.5 (2.46)                | 66.2 (2.61)                | 88.2 (3.47)                | 93.6 (3.69)                | 79.0 (3.11)                | 78.2 (3.08)                | 76.0 (2.99)                | 78.8 (3.10)                | 895.1 (35.24)              |
| Số ngày mưa trung bình                    | 8.7                        | 8.2                        | 7.2                        | 7.2                        | 10.1                       | 12.4                       | 13.7                       | 13.5                       | 11.6                       | 10.8                       | 10.3                       | 9.0                        | 122.7                      |
| Độ ẩm tương đối trung bình buổi chiều (%) | 44                         | 49                         | 51                         | 55                         | 63                         | 70                         | 70                         | 65                         | 61                         | 56                         | 53                         | 45                         | 57                         |
| Nguồn:                                    |                            |                            |                            |                            |                            |                            |                            |                            |                            |                            |                            |                            |                            |

## Thành phố kết nghĩa
Orange kết nghĩa với:
- Orange, Hoa Kỳ (1963)
- Ushiku, Nhật Bản (1990)
- Mount Hagen, Papua New Guinea (1985)
- Timaru, New Zealand (1986)